# John H. Tilelli junior

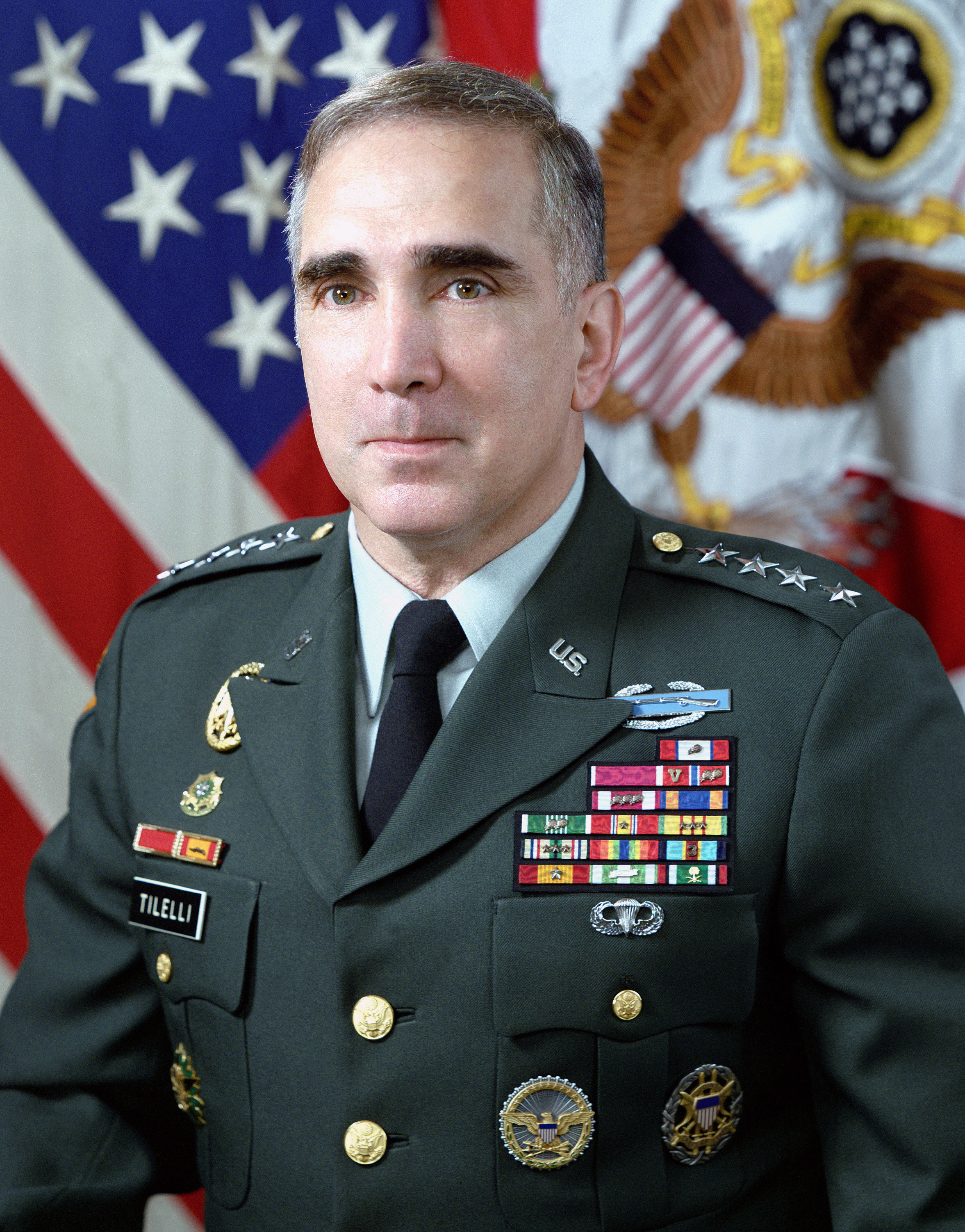
General John H. Tilelli (1994)

John Harold Tilelli (* 2. Oktober 1941 in Brooklyn, New York City) ist ein ehemaliger US-amerikanischer Offizier der US Army, der als General zwischen 1994 und 1995 Vize-Chef des Generalstabes des Heeres (Vice Chief of Staff of the Army), von 1995 bis 1996 Kommandierender General des US-Heeresstreitkräftekommandos FORSCOM (US Army Forces Command) sowie zwischen 1996 und 1999 Kommandeur der US-Streitkräfte in Korea (US Forces Korea) war.

## Leben

### Offiziersausbildung, Vietnamkrieg und Verwendungen als Offizier
John Harold Tilelli wuchs im Holmdel Township in New Jersey auf und absolvierte nach dem Schulbesuch ein Studium der Wirtschaftswissenschaften am Pennsylvania Military College, das 1972 zur Widener University wurde. Nachdem er das Studium 1963 mit einem Bachelor of Science (B.S. Economics) beendet hatte, trat er als Leutnant in die US Army ein. In den folgenden Jahren wurde zwei Mal im Vietnamkrieg eingesetzt und war dort unter anderem Kompaniechef sowie Militärischer Berater. Des Weiteren fand er Verwendung bei den US-Streitkräften in der Bundesrepublik Deutschland und absolvierte zudem ein postgraduales Studium der Verwaltungslehre an der Lehigh University, das er 1972 mit einem Master of Arts (M.A. Administration) abschloss. Er war S1-Stabsoffizier und im November 1978 als Oberstleutnant Kommandeur des 2. Schwadron des 6. Kavallerieregiments (6th Cavalry Regiment) sowie Chef des Stabes der in Ansbach stationierten 1. Panzerdivision (1st Armored Division). 1983 absolvierte er das US Army War College (USAWC) in Carlisle. Als Oberst war er 1985 Kommandeur des in Nürnberg stationierten 2. Gepanzerten Kavallerieregiments (2nd Armoured Cavalry Regiment). Er war des Weiteren Kommandeur des Ausbildungskommandos und des Kampf- und Manövertrainingszentrums (Training Command and Combat Maneuver Training Center) der Siebten US-Armee (Seventh US Army) sowie Offizier im Büro des Büro des stellvertretenden Stabschefs für Forschung, Entwicklung und Anschaffung (Deputy Chief of Staff for Research, Development and Acquisition).

### Zweiter Golfkrieg, Aufstieg zum General und Vice Chief of Staff of the Army

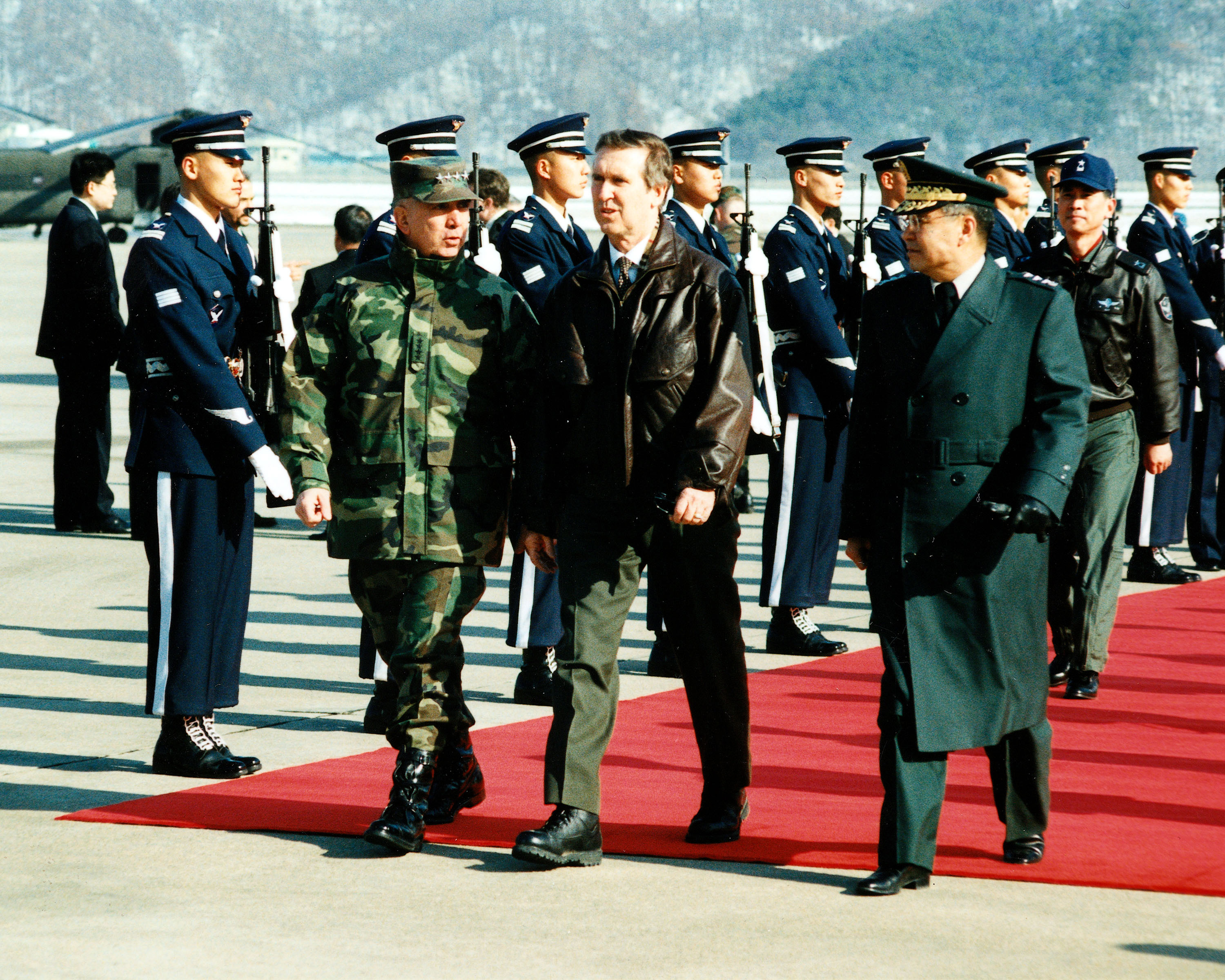
General John H. Tilelli (links) mit US-Verteidigungsminister William Cohen (Mitte) und einem südkoreanischen General bei dessen Truppenbesuch in Südkorea (Januar 1998)

Im Juli 1990 löste Tilelli Brigadegeneral William F. Streeter als Kommandeur der 1. Kavalleriedivision (1st Cavalry Division) und verblieb auf diesem Posten bis Juli 1992, woraufhin Brigadegeneral Wesley Clark sein Nachfolger wurde. Er kommandierte diese Division zu Beginn des Zweiten Golfkrieges während der Operationen Desert Shield und Desert Storm.  Darüber hinaus war er als Generalmajor Chef des Stabes des in Stuttgart-Möhringen stationierten VII. US-Korps (VII Corps) sowie Assistierender Stellvertretender Chef des Stabes des Heeres für Operationen und Planungen (Assistant Deputy Chief of Staff for Operations and Plans) und übernahm nach seiner Beförderung zum Generalleutnant den Posten als Stellvertretender Chef des Stabes des Heeres für Operationen und Planungen (Deputy Chief of Staff for Operations and Plans).
1994 löste er General J. H. Binford Peay III. als Vize-Chef des Generalstabes des Heeres (Vice Chief of Staff of the Army) ab und bekleidete diese Funktion bis zu seiner Ablösung durch General Ronald H. Griffith 1995. Danach löste er 1995 General Dennis Reimer als Kommandierender General des US-Heeresstreitkräftekommandos FORSCOM (US Army Forces Command) ab. Er verblieb in dieser Verwendung bis 1966 und wurde daraufhin von General David A. Bramlett abgelöst. Zuletzt übernahm General John H. Tilelli am 9. Juli 1996 von General Gary E. Luck den Posten als Kommandeur der US-Streitkräfte in Korea COMUSFK (US Forces Korea), Kommandeur des Gemeinsamen US-amerikanisch-südkoreanischen Streitkräftekommandos CINCCFC (Commanders, ROK/U.S. Combined Forces Command) sowie Oberkommandierender des UN-Kommandos Korea CINCUNC (Commander in Chief, United Nations Command). Diese Posten hatte er bis zum 9. Dezember 1999 inne, woraufhin General Thomas A. Schwartz seine dortige Nachfolge antrat. Am 31. Januar 2000 schied er aus dem aktiven Militärdienst und trat in den Ruhestand.

### Wirtschaftsmanager, Ehrenämter und Honorarprofessor
Nach seinem Eintritt in den Ruhestand war Tilelli Präsident der United Service Organizations (USO), eine gemeinnützige Organisation, deren Ziel die Unterstützung und das Wohlergehen der US-amerikanischen Streitkräfteangehörigen und ihrer Angehörigen ist. Außerdem war er Mitglied des Kuratoriums von The Aerospace Corporation und gehörte bis zum 4. Mai 2000 dem Vorstand des Rüstungs- und Elektronikkonzerns Raytheon. 2006 wurde er Vorstandsmitglied von Xcelaero. Er erhielt des Weiteren im Mai 1996 einen Ehrendoktor im Fach Unternehmensführung der Widener University sowie einen Ehrendoktor der Rechtswissenschaften der University of Maryland. Darüber hinaus engagierte er sich für das Institut für koreanisch-amerikanische Studien ICAS sowie als Vizepräsident der Veteranenorganisation der Verteidigung Koreas KDVA (Korea Defense Veterans Association). Darüber hinaus unterrichtet er als Honorarprofessor Internationale Entwicklung und Präventive Verteidigungsprojekte am Center for International Security and Cooperation des Freeman Spogli Institute for International Studies der Stanford University.
Aus seiner Ehe mit Valerie Tilelli gingen drei Töchter hervor.

## Auszeichnungen
Auswahl der Dekorationen, sortiert in Anlehnung der Order of Precedence of Military Awards:
- Defense Distinguished Service Medal
- Army Distinguished Service Medal (4 x)
- Legion of Merit
- Bronze Star (3 × und Zusatz „Combat Valor“)
- Meritorious Service Medal (4 ×)
- Air Medal
- Army Commendation Medal (3 x)
- National Defense Service Medal (2 ×)
- Vietnam Service Medal (3 ×)